# 兀鷲棋
兀鷲棋（Kaooa），是流傳於印度地區的兩人棋類，同於老虎棋的吃法與勝利規則。

## 棋具
- 棋盤為五芒星構成直線，共有十個棋點。

- 分為兩方：兀鷲方、牛方。
  - 牛方：有七枚稱為牛的棋子。
  - 兀鷲方：有一枚稱為兀鷲的棋子。

## 規則
- 棋子皆放在棋點。

- 所有棋子則先置於玩家手邊。

- 任何棋子皆須需棋盤上的斜縱橫線移動。

- 牛方先行。

- 牛方可能有二種行動，以落子為優先，當所有己棋都已不在手邊方可移子：
  - 落子：將一枚己棋置於空棋點處。
  - 移子：沿斜縱橫線任移動一己子到鄰邊的空棋點。

- 兀鷲方可能有三種行動，第一著必須落子，當二著方可移子或吃子：
  - 落子：將一枚己棋置於空棋點處。
  - 移子：沿線任移動一己子到鄰邊的空棋點。
  - 吃子：沿線跳過一枚鄰邊格的牛棋子落到同方向的緊連空點，然後把被跳過的敵棋移出棋盤不再使用，沒有連跳吃。
  - 兀鷲方以減少牛棋子剩下四枚獲勝。

- 牛方以讓兀鷲棋子不能移動獲勝[1]。

## 外部連結
- 遊戲介紹 （页面存档备份，存于）
- 棋具照片[永久]